# Ouled Antar
Ouled Antar (în arabă اوالد عنتر) este o comună din provincia Médéa, Algeria.
Populația comunei este de 2.216 locuitori (2008).